# Germano Germanetti
Germano Germanetti (Borgofranco d'Ivrea, 5 aprile 1803 – Ivrea, 18 settembre 1885) è stato un politico italiano.
Fu senatore del Regno d'Italia nella XV legislatura.